# Nauphoeta cinerea
Nauphoeta cinerea là một loài gián nhiệt đới, có nguồn gốc từ Đông Bắc châu Phi, và phân bố rộng khắp do mối tương hợp của nó với con người.

## Sinh sản
Con cái của loài này có khả năng sinh sản đơn tính (nghĩa là không cần con đực).